# Ак-Терек (Талдуу-Булакский айылный аймак)
Ак-Терек (кирг. Ак-Терек) — село в Базар-Коргонском районе Джалал-Абадской области Кыргызстана. Входит в состав Талдуу-Булакского айылного аймака.

## География
Село расположено в юго-восточной части области, на левом берегу реки Ак-Терек (бассейн реки Кара-Ункюр), на расстоянии приблизительно 25 километров (по прямой) к северо-северо-востоку от города Базар-Коргон, административного центра района. Абсолютная высота — 1635 метров над уровнем моря.

## Население
Согласно оценочным данным Национального статистического комитета Кыргызской Республики, численность населения села на начало 2023 года составляла 2289 человек.
| год     | 2009 | 2014 | 2015 | 2020 | 2021 | 2023 |
| ------- | ---- | ---- | ---- | ---- | ---- | ---- |
| человек | 1777 | 1711 | 1794 | 2097 | 2250 | 2289 |